# Alexander Pechtold
Alexander Pechtold (ur. 16 grudnia 1965 w Delfcie) – holenderski polityk, od 2006 do 2018 lider partii Demokraci 66, minister bez teki w latach 2005–2006.

## Życiorys
W 1996 uzyskał magisterium z zakresu historii sztuki i archeologii na Uniwersytecie w Lejdzie. Od 1992 pracował w domu aukcyjnym w Hadze.
W 1989 wstąpił do Demokratów 66. Od 1990 był asystentem frakcji radnych partii w Lejdzie. W latach 1994–2002 był członkiem rady miejskiej Lejdy. Od 1997 zajmował stanowiska w miejskiej egzekutywie. Od 1 października 2003 do 31 marca 2005 sprawował urząd burmistrza Wageningen. Od 1992 zasiadał we władzach krajowych Demokratów 66. Od 16 listopada 2002 do 31 marca 2005 pełnił organizacyjno-techniczną funkcję przewodniczącego tego ugrupowania. Następnie został ministrem bez teki ds. reformy rządowej w trzecim gabinecie premiera Jana Petera Balkenende, które to stanowisko zajmował do 3 lipca 2006.
W 2006 został nowym liderem politycznym Demokratów 66. W wyborach parlamentarnych w tym samym roku Demokraci 66 pod jego przywództwem zdobyli tylko 3 mandaty w Tweede Kamer. Jeden z nich objął 30 listopada 2006 Alexander Pechtold, stając na czele frakcji parlamentarnej swojego ugrupowania. Partia zwiększała swoją reprezentację w wyborach w 2010, 2012 i 2017, a jej lider z uzyskiwał wówczas poselską reelekcję. W październiku 2018 zrezygnował z funkcji partyjnej i mandatu poselskiego.